# Маша Миронова (персонаж)
Мария Ивановна Миронова (часто Марья Ивановна Миронова, Маша Миронова) — заглавная героиня исторического романа А. С. Пушкина «Капитанская дочка» (1836). Дочь коменданта Белогорской крепости, отвергнувшая Швабрина и ставшая женой Петра Гринёва. Появляется в ряде экранизаций.

## Роль в сюжете
Маша Миронова — дочь коменданта Белогорской крепости Ивана Кузьмича Миронова и его жены Василисы Егоровны. В начале действия она описывается как «девушка лет осьмнадцати, круглолицая, румяная, с светло-русыми волосами, гладко зачёсанными за уши». До появления в крепости рассказчика, Петра Гринёва, в Машу влюбился Алексей Швабрин, но она отвергла его сватовство. Гринёв, сначала относившийся к «капитанской дочке» с предубеждением, так как Швабрин охарактеризовал её как глупую особу, позже тоже влюбился в неё и нашёл взаимность. Из-за Маши между Швабриным и Гринёвым произошла дуэль: первый заявил, что знает «нрав и обычай» девушки и что добиться её расположения можно, купив пару серёг. Гринёв был ранен, причина дуэли осталась неизвестной для окружающих.
Когда Белогорскую крепость взяли пугачёвцы, родители Маши были убиты. Гринёва Пугачёв отпустил в Оренбург, а Маша осталась в крепости во власти Швабрина, который перешёл на сторону восставших и стал новым комендантом. Позже Швабрин начал силой склонять её к замужеству. Маша смогла передать письмо Гринёву, тот прибег к помощи Пугачёва, и в итоге Швабрину пришлось отпустить девушку. Она уехала к родителям Гринёва, которые её полюбили и одобрили выбор сына. Когда Гринёв за связь с повстанцами был приговорён к смертной казни, заменённой вечной ссылкой, Маша вымолила для него прощение у императрицы Екатерины II. Позже она стала женой Гринёва.

## Создание образа и его оценки
Дочь «старого коменданта» крепости впервые появляется в плане романа, составленном Пушкиным после марта-апреля 1833 года. Согласно этому плану, отец спрятал девушку от пугачёвцев в «ближней крепости», вскоре взятой штурмом. Присоединившийся к повстанцам главный герой, который носит здесь фамилию Башарин, оказался «первый на приступе» и потребовал дочь коменданта в награду. В следующем плане, относящемся к зиме 1834/35 года, фигурирует Маша Горисова, «Марья Ивановна», «балованная дочь» коменданта. Главный герой, на этот раз Валуев, влюбляется в неё «тихо и мирно». Крепость берут пугачёвцы, Валуев оказывается в Оренбурге и там получает от Маши письмо. Пушкинисты полагают, что прототипом героини стала современница Пушкина Мария Васильевна Борисова, юная сирота, жившая в доме П. И. Вульфа.
В окончательном тексте романа Маша получила фамилию Миронова, а центральный мужской персонаж был разделён на два: один герой, отвергнутый Машей Швабрин, переходит на сторону Пугачёва, а другой, нашедший взаимность Гринёв, остаётся на стороне действующего правительства. Пушкин сделал Машу заглавной героиней, хотя она играет в действии намного меньшую роль, чем Гринёв и Пугачёв. Таким образом автор подчеркнул принадлежность романа к жанру семейной хроники и усилил значение Маши как положительного персонажа.
Критики и литературоведы по-разному оценивают образ «капитанской дочки». Пётр Вяземский увидел в нём своеобразную вариацию на тему Татьяны Лариной, придающую описываемым в романе событиям «отрадный и светлый оттенок». Пётр Чайковский, намеревавшийся написать по мотивам «Капитанской дочки» оперу, сетовал: «Мария Ивановна недостаточно интересна и характерна, ибо она безупречно добрая и честная девушка и больше ничего». Марина Цветаева охарактеризовала этот образ как «пустое место всякой первой любви».

## В экранизациях
Маша Миронова действует в ряде экранизаций «Капитанской дочки».
- 1928 — «Капитанская дочка» («Гвардии сержант»), режиссёр Юрий Тарич (СССР), в роли Маши Ксения Денисова;
- 1934 — «Волга в пламени», режиссёр Вячеслав Туржанский (Франция, Чехословакия), в роли Маши Даниэль Дарьё;
- 1947 — «Капитанская дочка», режиссёр Марио Камерини (Италия), в роли Маши Ирасема Дилиан;
- 1958 — «Буря[итал.]» (Италия, Франция, Югославия), режиссёр Альберто Латтуада, в роли Маши Сильвана Мангано;
- 1958 — «Капитанская дочка», режиссёр Владимир Каплуновский (СССР), в роли Маши Ия Арепина;
- 1965 — «Капитанская дочка» (мини-сериал), режиссёр — Леонардо Кортезе (Италия), в роли Маши Лучилла Морлачи;
- 1976 — «Капитанская дочка», телеспектакль Павла Резникова (СССР), в роли Маши Елена Проклова;
- 2000 — «Русский бунт», режиссёр Александр Прошкин (Россия), в роли Маши Каролина Грушка;
- 2012 — «Капитанская дочка» (мини-сериал, Италия), в роли Маши Ванесса Эсслер.